# Volto!
Volto! — американський рок-гурт, заснований у 2000-ті роки.

## Історія
Колектив створено на початку 2000-х років у Лос-Анджелесі. До його складу увійшли барабанщик Tool Денні Кері, гітарист Pigmy Love Circus Джон Зіглер, клавішник гурту телепередачі «Джиммі Кіммел наживо!» Джеф Бабко та бас-гітарист Ленс Моррісон. Протягом багатох років музиканти грали джаз-ф'южн-рок, поєднуючи стилістику King Crimson, Liquid Tension Experiment та The Mars Volta, виконуючи кавер-версії пісень інших виконавців у джаз-клубах заради власного задоволення.
Після майже десяти років активності музиканти зібралися в студії утрьох (Кері, Зіглер та Моррісон) та записали альбом під керівництвом звукоінженера Джо Баррезі, відомого роботою з Tool, Queens of the Stone Age та Bad Religion. Платівка отримала назву Incitare і вийшла 2013 року, містивши дев'ять композицій. Анонсуючи вихід альбому, в журналі Rolling Stone написали: «Інколи Volto відразу приносять важкий звук потужними гітарами („BHP“, „Tocino“), але іноді користуються невимушеною перкусією та космічним звуком („I'm Calm Now“) для більш фантастичної подорожі».

## Учасники гурту
- Джон Зіглер — гітара
- Ленс Моррісон — бас-гітара
- Денні Кері — барабани[3]

## Дискографія
- 2013 — Incitare[4]